# Magnetron

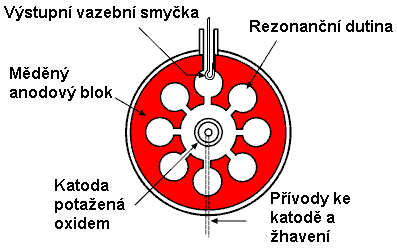
Vnitřní konstrukce magnetronu

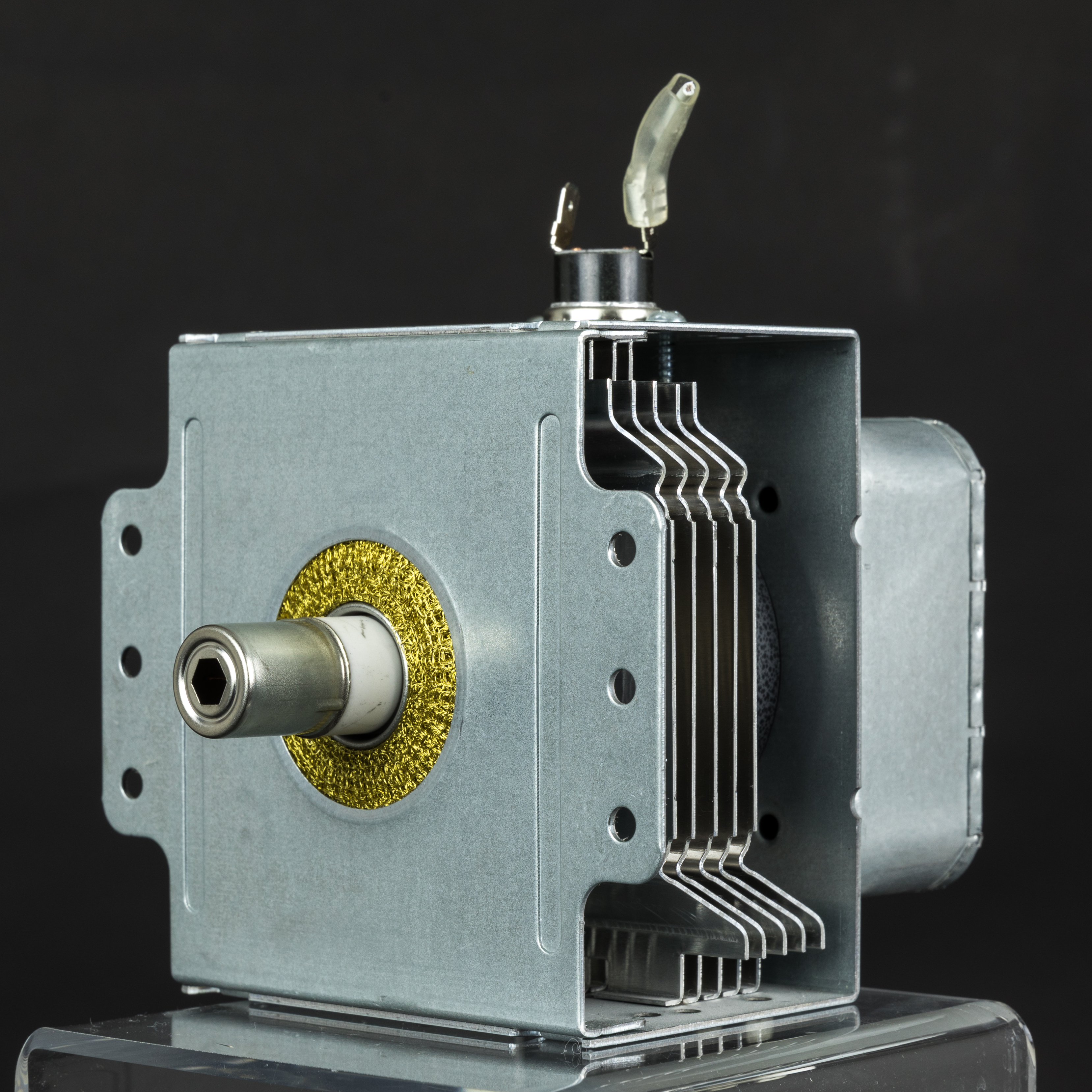
Blok s magnetronem z mikrovlnné trouby

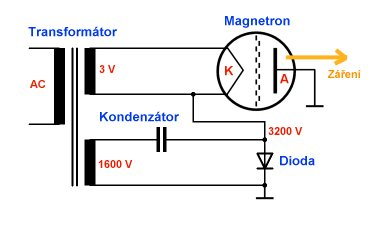
Schematické zapojení magnetronu

Magnetron je speciální elektronka, sloužící jako generátor mikrovlnného záření, konstruovaná s důrazem na výkon a účinnost. V mikrovlnné troubě je to energetický zdroj, pomocí něhož jsou generovány elektromagnetické vlny, zahřívající potraviny. Od druhé světové války je magnetron používán u některých druhů radarů.

## Konstrukce a princip
První historické magnetrony se skládaly ze silného podkovového magnetu, mezi jehož póly byla umístěna dioda s vláknem katody nataženým ve směru magnetických siločar a válcovou anodou rovnoběžně okolo ní . Napětí mezi katodou a anodou bylo zvoleno tak, aby se dráha elektronů těsně před dopadem na anodu změnila na kruhovou. K dopadu elektronů na anodu je pak třeba nějakého dodatečného signálu, který dodával vnější obvod. Toho se dosáhlo podélně rozdělenou anodou (na izolované sekce), jejíž části byly připojeny k vnějšímu rezonančnímu LC obvodu. Ve 40. letech se podařilo nahradit vnější obvod dutinovými rezonátory přímo v tělese anody.
Základ současného magnetronu tvoří velmi silný permanentní magnet ve tvaru prstence. Tímto magnetickým prstencem je obklopena vakuová trubice s rezonančními komorami, uvnitř které je z jedné strany žhavicí katoda a z druhé vlnovod, který přenáší mikrovlnné záření do požadovaného směru.
Hlavní části magnetronu tvoří:
- Silný prstencový permanentní magnet
- Vakuová trubice s elektrodou (katoda)
- Keramická zátka, oddělující vlnovod a vakuum
- Anodový blok (anoda)
- Vlnovod
- Chlazení (vzduchem/kapalinou)
- Kondenzátor

Na katodu je přiváděno žhavicí napětí řádově několik voltů (3 V), zatímco na anodu magnetronu napětí v řádu kilovoltů (2100V). Dalšími důležitými součástkami, bez kterých by magnetron nebyl schopen funkce, jsou vysokonapěťová dioda, vysokonapěťový transformátor a vysokonapěťový kondenzátor.
Žhavicí katoda emituje elektrony, které jsou přitahovány směrem k anodě, ale silné magnetické pole mění jejich dráhu na kruhovou. Proud elektronů indukuje v rezonančních komorách vysokofrekvenční kmity, které jsou odváděny vlnovodem.
Magnetron dosahuje poměrně velké účinnosti (kolem 65 %), frekvence generovaných kmitů však není příliš přesná. Pro generování vysokofrekvenčních kmitů s přesnou frekvencí se používá klystron, jehož účinnost je však asi poloviční.

## Historie
Oscilace magnetronu jako první pozoroval a popsal již ve 20. letech August Žáček, profesor Univerzity Karlovy, první jednoduché dvoupólové magnetrony však byly vyrobeny Albertem Hullem ve firmě General Electric roku 1920. Vývoji pomohli Britové v druhé světové válce díky vynálezu radaru. V roce 1940 se Johnu Randallovi a dr. Harry Bootovi z Birminghamské University podařilo sestrojit pracující prototyp s kapalinovým chlazením a silnější kavitací. V běžném životě nachází magnetron uplatnění jako zdroj energie v mikrovlnné troubě.

## Škodlivé účinky mikrovln

### Zdravotní rizika

POZOR: Mikrovlnné záření !

Jelikož je magnetron součástka generující neviditelné záření, měla by přítomnost tohoto záření oznamovat výstražná tabulka. Mikrovlnné záření je zákeřné hlavně v tom, že jeho účinky nejsou hmatatelné. Pokud je živá tkáň vystavena jejich účinkům, dochází v ní k nadměrnému vývoji tepla v důsledku rozkmitání molekul vody a vzniklý tepelný účinek může poškodit biologickou tkáň.
Jako první zaznamená mikrovlnné účinky oko, kdy vystavený jedinec přestává již po chvíli (záleží na síle mikrovlnného pole) vidět v důsledku zahřívání sklivce. Dále dochází k poškození vnitřních orgánů bohatých na vodu, v poslední fázi dochází k popálení kůže a celkové destrukci tkání. Je důležité si uvědomit, že bezpečnou ochranou před mikrovlnným zářením je vrstva vody - vodní bariéra (např.: vodopád).

### Rušení elektronických zařízení
Silné mikrovlnné záření může ovlivňovat funkci elektronických přístrojů, vlivem velmi silného mikrovlnného záření může dojít i k jejich poškození nebo zničení. Jelikož většina magnetronů, používaných v mikrovlnných troubách, pracuje v bezlicenčním pásmu ISM (Industrial, Scientific and Medical) na frekvenci kolem 2,4 GHz, mohl by při nekontrolovaném vyzařování jejich provoz rušit satelitní přijímače, zařízení WiFi, Bluetooth, bezdrátové telefony a další přístroje, pracující v tomto pásmu.